# Jartazi
Jartazi is een Belgisch textielbedrijf gespecialiseerd in met name sportkleding. Ook legt het bedrijf zich toe op naar maat gemaakte kledingstukken. Het werd in 1992 opgericht door Patrick Stallaert uit Dendermonde, die begon met het bedrukken van sportkleding in zijn garage. In 2000 werd het een naamloze vennootschap. In 2008 werd een nieuwe NV "Jartazi" opgericht waarin het kledingbedrijf NV Jovitex van Jan Vijverman 52% van het kapitaal inbracht en Patrick Stallaert 48%. In 2010 stapte Patrick Stallaert uit Jartazi.
In 2018 heeft Jan Vijverman Jartazi verkocht aan Ingeborg Vossen die het bedrijf nu samen leidt met Philip Ploegaerts en een investeerder uit Vietnam. het bedrijf is vanaf april 2018 gevestigd in Eindhoven, Nederland.
Jartazi heeft een internationaal klantenbestand met partners uit onder andere Engeland, Frankrijk, Nederland, Duitsland, Oostenrijk, Zwitserland, Finland, Kroatië en de Scandinavische landen.

## Sponsoring
Jartazi sponsorde het gelijknamige wielerteam van 2004 tot 2008, waarvan Patrick Stallaert de manager was. Vanaf 2011 is het voor 3 jaar de kledingsponsor van de wielerploeg Accent.Jobs-Willems Veranda's.
Momenteel levert Jartazi de kleding voor de Belgische voetbalclubs KSC Lokeren, KV Mechelen en Patro Maasmechelen. Ook FC Omniworld is toegevoegd aan deze lijst, Jartazi en FC Omniworld kwamen in 2010 een contract overeen voor de duur van 6 jaar. Ook topklasser HSV Hoek en 3e klasser SV Apollo '69 voetballen momenteel in de nieuwe teamwear van Jartazi. De Belgische basketbalploeg Okapi Aalstar speelt ook met truitjes van Jartazi. Sinds het seizoen 2018/19 speelt FC Dordrecht als eerste Nederlandse profclub met Jartazi. In dit laatste seizoen arriveert Jartazi in de BBVA 2021–22 Maltese Premier League en wordt vanaf dit seizoen technisch sponsor van Sliema Wanderers. Tot het seizoen 2021/2022 van SC Gognao in de Ligue 1 (Ivoorkust).En vanaf het seizoen 2002 / 2023 heeft het merk ook de truien van  Pietà Hotspurs gesigneerd. En vanaf het seizoen 2023-24 sponsort het SC Gagnoa in de Ligue 1 Ivoirienne